# Fernando de Borbón y Borbón
Fernando de Borbón y Borbón (nacido y fallecido en Madrid el 12 de julio de 1850) fue un hijo de la reina Isabel II de España y su marido, el rey consorte Francisco de Asís de Borbón. Como hijo de soberana, a Fernando le correspondería el título de infante de España, y dado que no tenía hermanos mayores cuando nació, siendo primogénito fue príncipe de Asturias, pero falleció pocos minutos después de nacer.

## Biografía
Fernando nació en el Palacio de Oriente en 1850, durante el reinado de su madre, Isabel II; era nieto por línea materna del difunto rey, Fernando VII de España, cuyo nombre le fue dado, y de la regente María Cristina, y por línea paterna del infante Francisco de Paula de Borbón y su primera esposa, la infanta Luisa Carlota de Borbón; sus abuelos eran hermanos entre sí, mientras que sus abuelas también eran hermanas, por lo que los padres del infante eran primos carnales por partida doble. Es posible que la exagerada consanguinidad endogámica de la Familia Real en aquellos tiempos fuese la causa principal de la muerte prematura de Fernando, que falleció cinco minutos después de nacer.
Anteriormente su madre había sufrido un aborto, y en los siguientes años tendría otros nueve hijos, aunque sólo cinco superarían la infancia: el futuro Alfonso XII y las infantas Isabel, Pilar, María de la Paz y Eulalia.

El cuerpo del infante Fernando fue enterrado en el Panteón de los Infantes del Monasterio de San Lorenzo de El Escorial. El traslado a su primera sepultura, construida para albergar sus restos, se produjo el 25 de junio de 1853. En la actualidad se encuentra en la sexta cámara sepulcral, en concreto en el conocido como mausoleo de párvulos, bajo el epitafio:
PRINCEPS, ELISABETH II FILIVS